# Pseudosphinx tetrio
Pseudosphinx tetrio là một loài bướm đêm thuộc họ Sphingidae. Loài này có nguồn gốc từ Brasil ở Nam Mỹ tới miền nam Hoa Kỳ. Nó đã được ghi nhận xa hơn về phía bắc Nebraska và Pennsylvania.
Sải cánh dài 127–140 mm. Nó giống với Erinnyis và Isognathus nhưng khác ở chỗ phía trên cánh trước hoàn toàn nâu. Con trưởng thành bay quanh năm ở vùng nhiệt đới. Các thế hệ trưởng thành bay từ tháng 3 đến tháng 9 tại Florida.
Ấu trùng ăn nhiều thực vật khác nhau, bao gồm Allamanda cathartica, Plumieria rubra, Plumeria cujete và Himatanthus. Sâu bướm màu đen với các khoang màu vàng và đầu màu cam.

## Hình ảnh

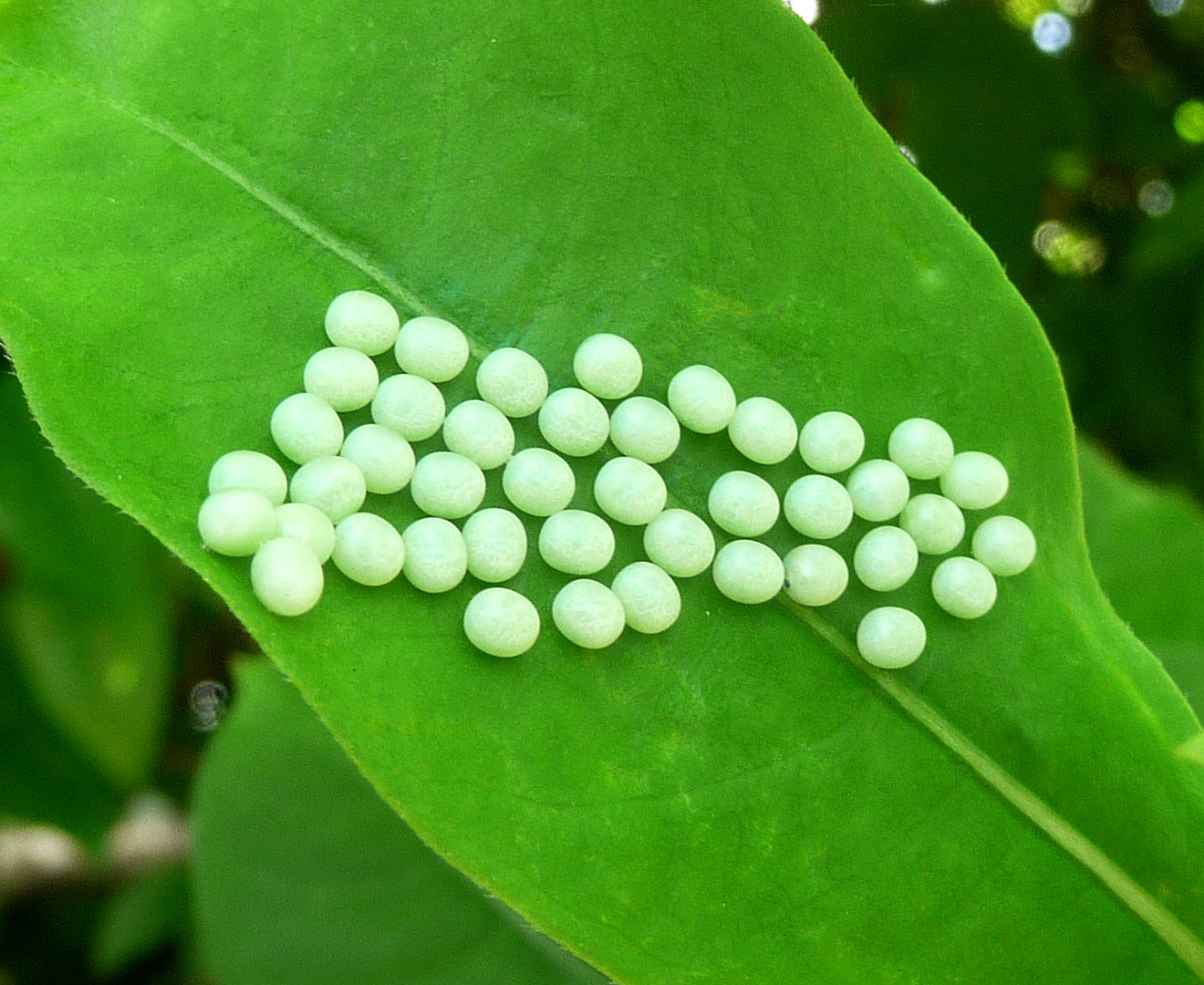
trứng
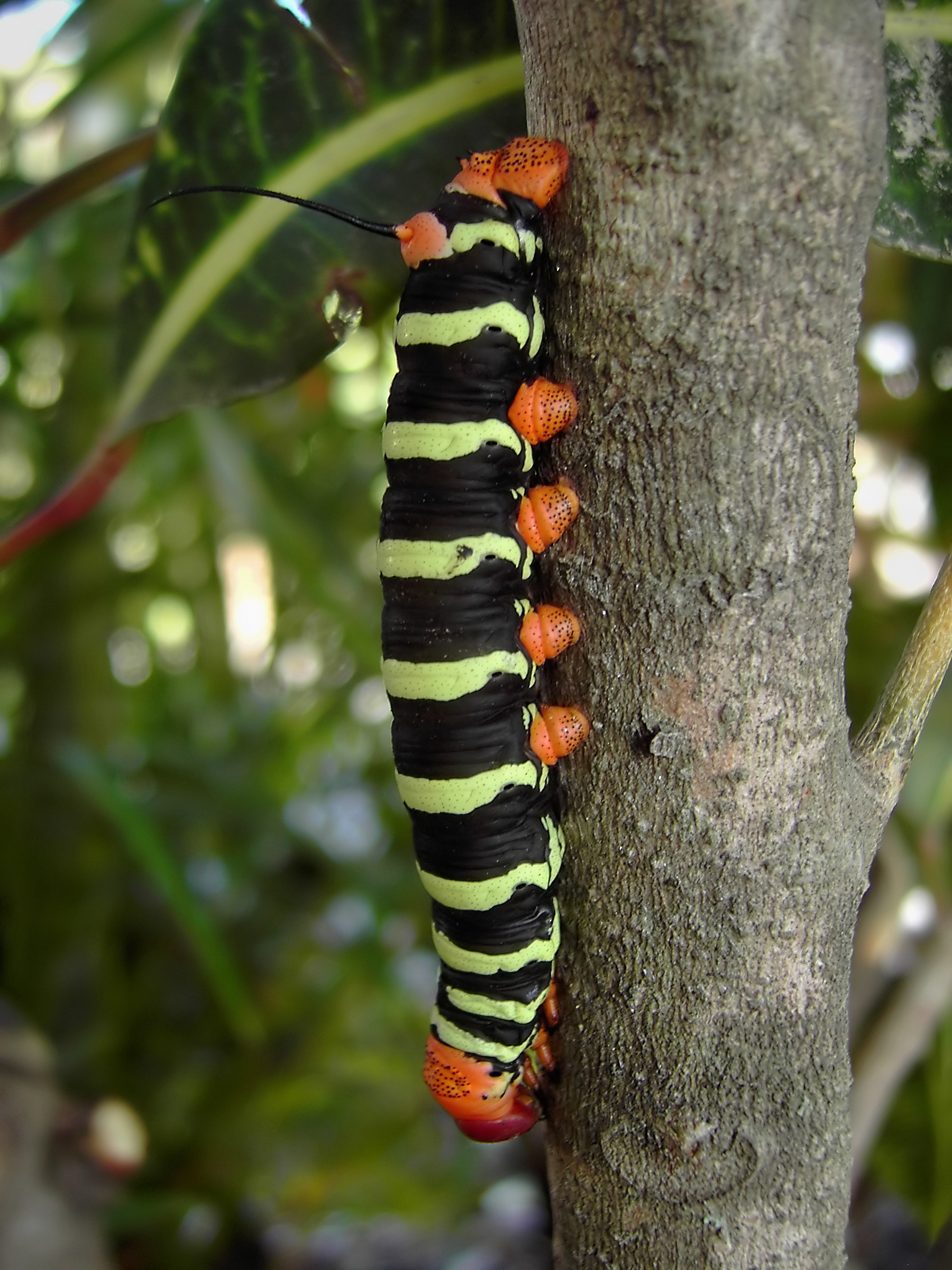
Sâu bướm
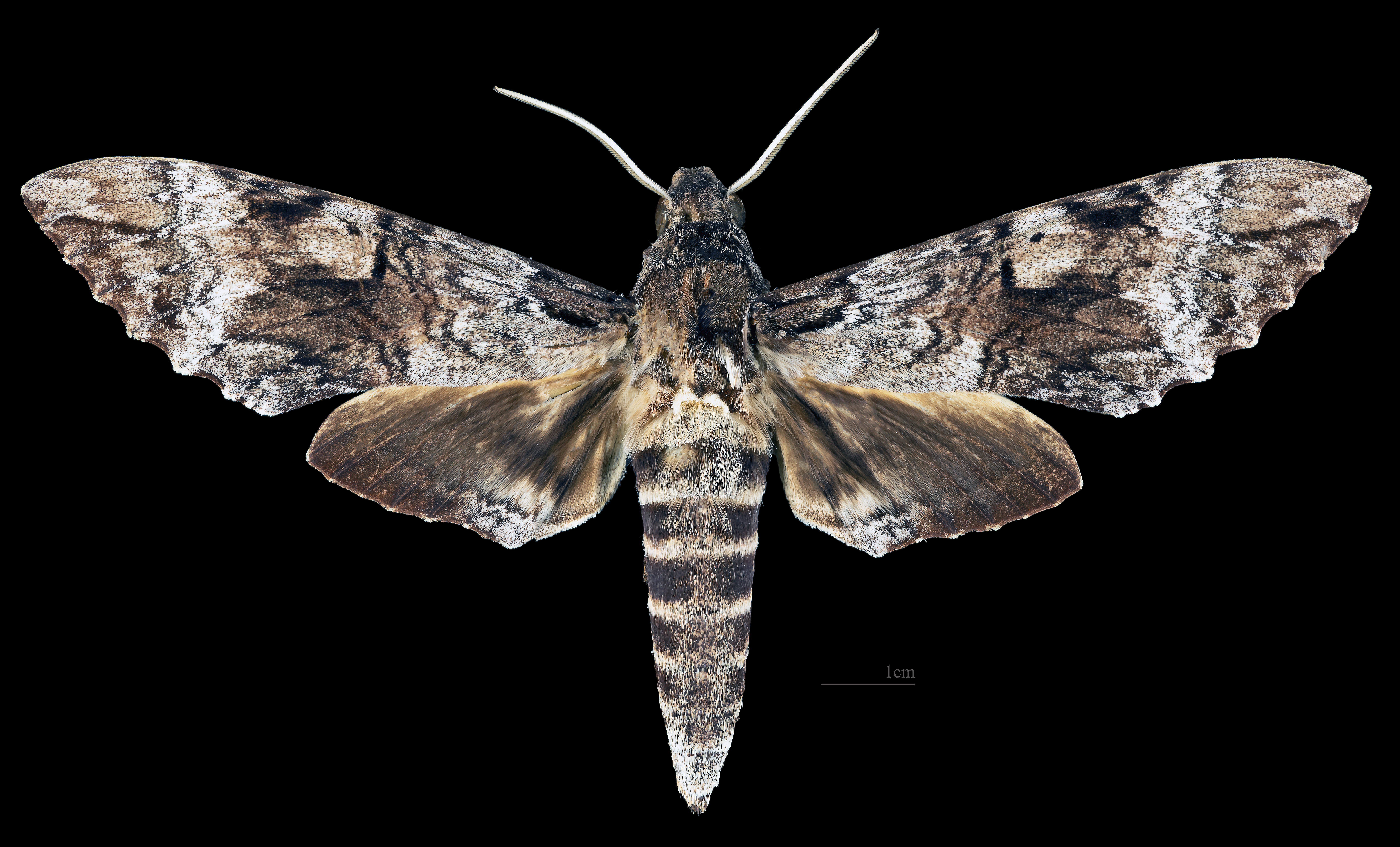
Pseudosphinx tetrio ♂
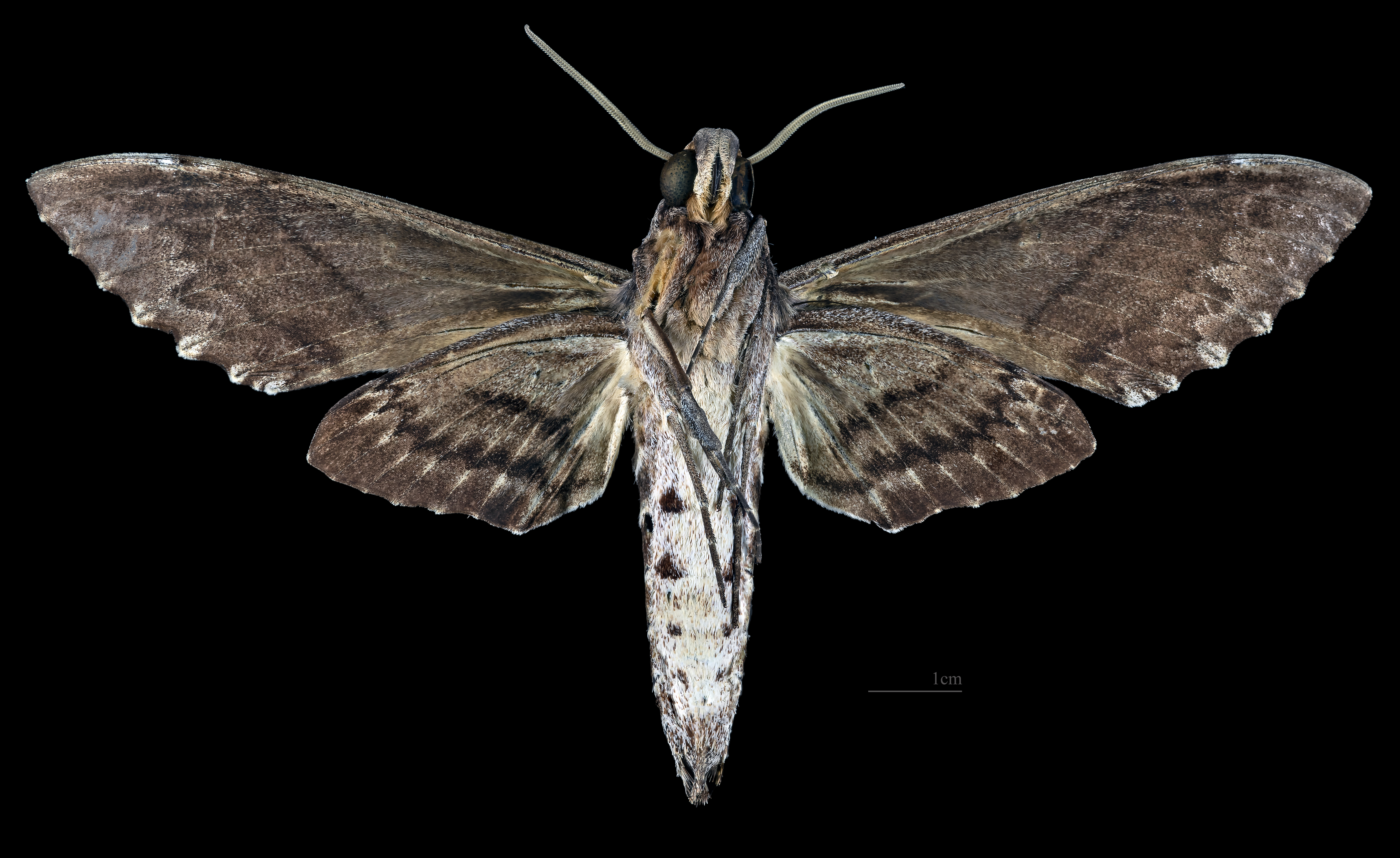
Pseudosphinx tetrio ♂   △
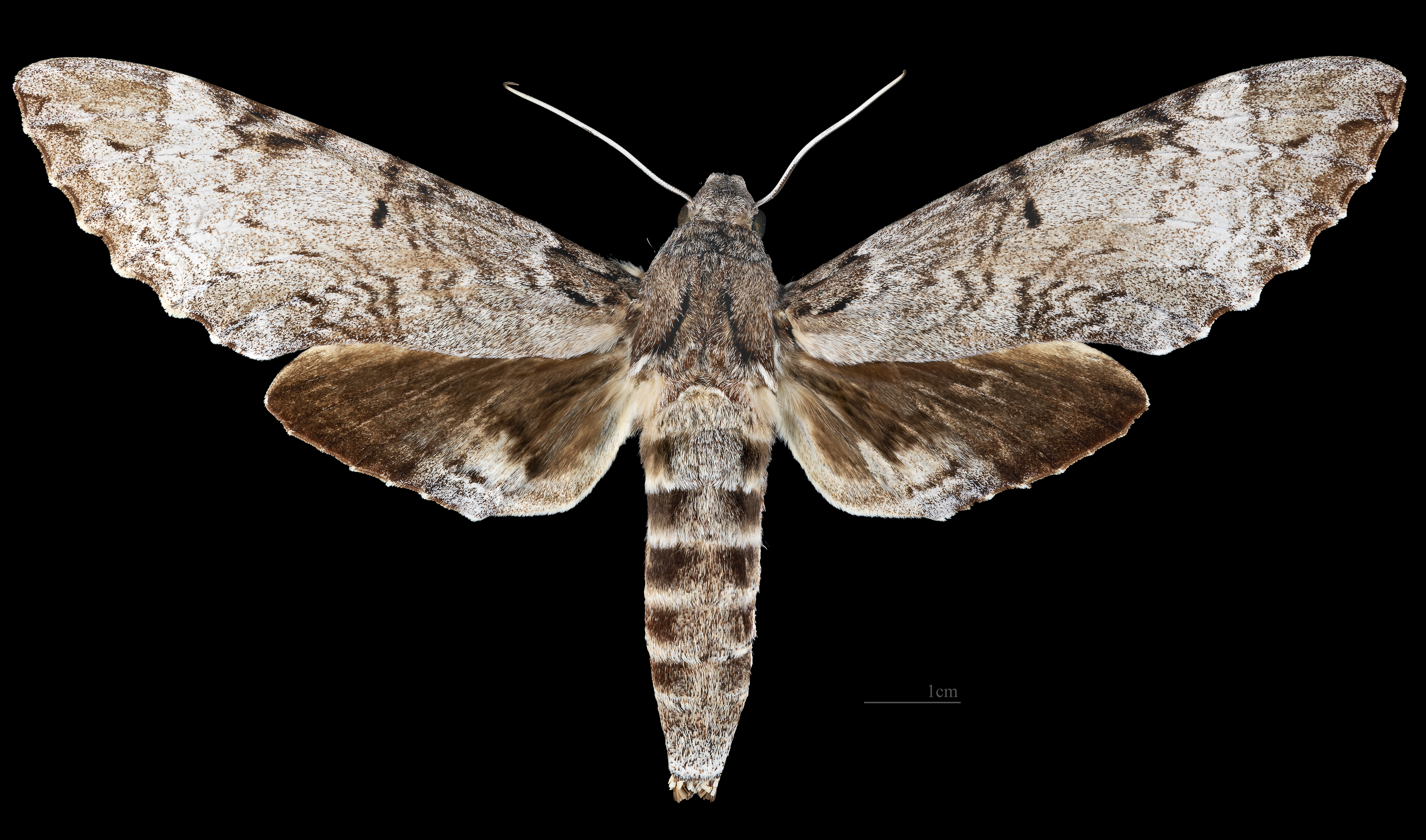
Pseudosphinx tetrio  ♀
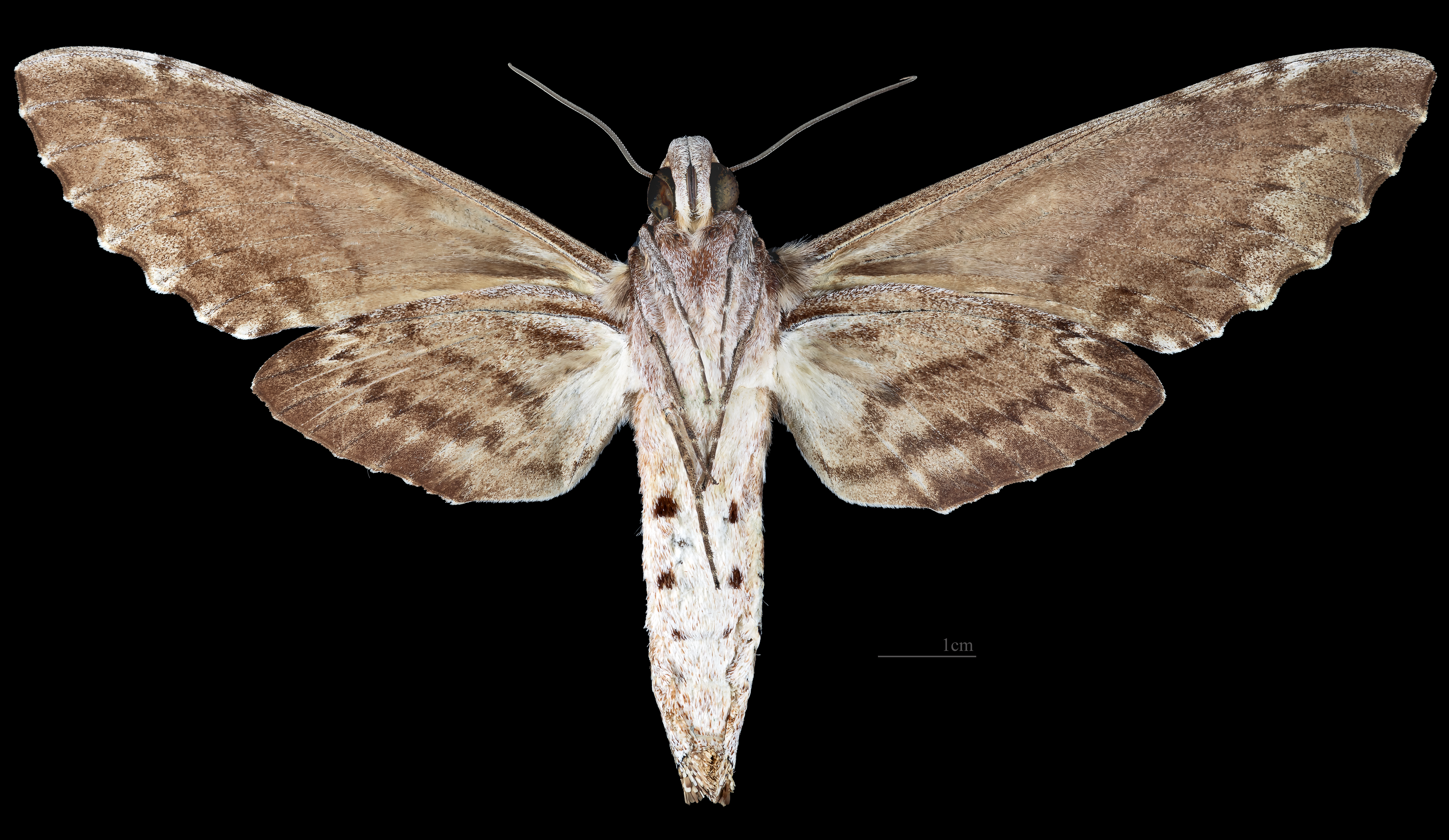
Pseudosphinx tetrio ♀ △